# Carlos de Oliveira Ramos
Carlos de Oliveira Ramos (Aquiraz, 2 de abril de 1908 - Rio de Janeiro, 13 de junho de 1987), foi um advogado, jurista, desembargador, escritor e membro da Academia Cearense de Letras.

## Biografia
Carlos de Oliveira Ramos foi filho do casal Alice e João de Oliveira Ramos. Durante sua infância, a família mudou-se para Fortaleza, onde fez todos os seus estudos até colar o grau de Bacharel em Ciências Jurídicas e sociais pela Faculdade de Direito do Ceará (turma de 1930). Enquanto estudava, dedicou-se ao jornalismo: dirigiu “A Vanguarda” e colaborou em outros jornais do estado.
Atraído para o serviço público, foi Oficial de Gabinete da Interventoria Federal no Ceará e logo passou para o Ministério Público, começando como Juiz Municipal de Soure. Transferiu-se para o Rio de Janeiro e logrou ser Juiz de Direito do antigo Distrito Federal. Foi desembargador do Tribunal de Justiça do Estado da Guanabara.
Desenvolveu permanente atuação em numerosas entidades culturais e acadêmicas, como a Academia Cearense de Letras, onde ocupou a cadeira n° 40, e da qual foi Delegado junto à Federação das Academias de Letras do Brasil. Fez parte da Fênix Caixeiral, da Associação dos Magistrados Brasileiros e da Sociedade de Homens de Letras do Brasil.
Foi Membro da Associação Cearense de Imprensa, da Associação Brasileira de Imprensa e da Ordem dos Velhos Jornalistas, onde exerceu a função de Vice-Presidente. Foi fundador e presidente da Casa do Ceará. 
Foi fundador e Vice-Presidente da Academia Cearense de Ciências Letras e Artes do Rio de Janeiro, tendo ocupado a cadeira n° 9 (patrono: Clóvis Beviláqua).

## Obra
- Da Proteção Legal do Trabalho das Mulheres e dos Menores,
- Justiça do Trabalho e Locação de Imóveis e Ações de Despejo,

## Homenagens
- Uma rua em Aquiraz recebeu o nome do jurista,[9]